# 타원계측법
타원계측법(Ellipsometry)은 다양한 방식으로 빛의 편광 특성 변화를 확인하여 빛의 파장에 따른 물질의 복소 굴절률(complex refractive index)을 측정하는 방법을 말하며, 타원법, 또는 타원해석법이라고도 한다. 타원법이라는 용어는 대부분의 편광 상태가 타원편광인데서 유래하였다.
독일의 물리학자 드루드(Paul Karl Ludwig Drude, 1863년 7월 12일 –1906년 7월 5일)에 의해 빛이 시료에서 반사되면 물질의 광학적 성질과 층의 두께 등에 의해 반사광의 편광상태가 달라진다는 사실이 발견되었다. 이 변화를 측정해 정보를 얻게 되는데, 이를 통해 물질의 기본적인 물리량인 복소 굴절률이나 유전함수 텐서를 측정하고 물질의 형태, 결정상태, 화학적 구조, 전기 전도도 등도 유도할 수 있다.
일반적으로 수 옹스트롬이나 수십 나노미터부터 수 마이크로미터까지의 단층/다층 박막의 측정에 주로 활용되며, 정밀도가 높아 나노 과학의 발전과 함께 오늘날 여러 분야에서 활용되고 있다. 광원으로 모노크로메이터를 사용하여 특정 파장을 빛(단색광)을 선택하여 굴절률을 측정하는 분광 타원계측법이 있으며 특정 파장의 레이저를 광원으로 사용하는 계측법이 생산 공정에 사용되기도 한다.

## 기본 원리
빛이 반사, 또는 투과한 후 편광상태 변화를 측정한다. 이때, 편광상태 변화는 측정한 시료의 특성(두께, 복소 굴절률 또는 유전함수)에 따라 결정된다. 다른 광학적 측정 방법은 빛의 파장 이내 범위에서 회절한계에 부딪히지만, 타원법은 위상 정보를 이용해 수 옹스트롬까지의 해상도를 얻을 수 있다. 시료는 단층박막이나 몇 개의 층으로 이루어진 다층박막이며, 각각의 층이 같은 종류(예를 들면 Si와 SiOx 등)의 등방적이고 비흡수성인 물질로 가정된다. 이러한 가정과 어긋날 경우 별도의 변수를 도입해 측정결과를 분석해야 한다.

## 타원 측정방법

### 타원계(Ellipsometer)
타원 측정 장비를 타원계(ellipsometer)라고 하는데, 시료에서 반사된 편광상태를 검출하는 반사형 타원계와 시료를 투과하면서 변한 편광상태를 검출하는 투과형 타원계가 있다. 다층 박막 등을 분석하는데는 반사형 타원계가 일반적이다.
광원에서 나온 전자기파가 선형 편광자(polarizer)를 통과한 후에 시료(sample)에 부딪히면, 그 반사된 빛을 또 다른 편광자(검광자, analyzer)에서 검출하는 방법이 가장 기본적인 PSA 타원계이다. 광원과 시료 사이에 보정기(compensator)를 추가하는 경우도 있는데, 이 경우는 PCSA 타원계라고 하며, 시료와 검광자 사이에 보정기가 달린 경우는 PSCA 타원계라고 부른다. 일부 타원계는 보정기 대신에 위상 변조기(phase modulator)를 사용하기도 한다. 특히 위상변조기방식은 매우 정확하고 기계적인 지터(Jitter )를 제거하여 매우 안정적인 결과를 얻을 수 있다. 여러 가지 타원분광분석법에 가장 진보된 측정방법이기도한 위상변조방식은 두개물질의 매우 미세한 물리적특성을 감지할 수 있어 매우 얇은 다층막층 분석에 상용화되어 매우 광범위로 응용되고 있다. 특히, ellipsometer는 측정뿐만아니고 분석에 많은 어려움이 따르는데 물성에 기본개념을 숙지해야 분석이 가능하다.

## 타원계의 종류
- 측정에 사용되는 빛은 매질에 따른 제약을 거의 받지 않는다. 다른 표면분석 장비들과 달리 고진공이 필요 없을 뿐 아니라 고밀도 플라즈마나 액체매질에서도 측정이 가능하다. 광학적 측정이므로 측정과정을 통해 시료에 영향을 주지도 않는다.
- 빛의 세기를 측정하는 것이 아니라 세기의 비율을 측정하므로 빛의 세기가 불안한 경우에 의한 영향이 적다.
- 크라머스-크로니히 변환식을 사용하지 않고 복소 굴절률의 실수부인 굴절률(refractive index)과 허수부인 소광계수(extiction coefficient)를 동시에 간단히 구할 수 있다.
- 편광의 진폭과 위상을 동시에 측정하므로, 박막이나 표면층에 대해 매우 예민해 원자홀층(atomic monolayer)은 물론 원자부분층(atomic partial coverage)까지 분석이 가능하다. 단, 표면층이 균일하지 못한 경우는 별도의 모델이 필요하다.

## 기타
- 사용되는 검출기로는 PM 튜브, 포토다이오드 등이 있고 편광을 설정하거나 분석하기 위해 편광자를 사용한다.
- 편광 변조기를 사용하여 주기적인 편광의 변화를 주는 방법을 사용하여 매질에 의한 응답을 측정하는 방법이 많이 사용되는 방법중의 하나이다.

## 같이 보기
- 편광현미경
- 분광학